# Zomadonu
Zomadonu era um torroçu, filho do arroçu do Reino de Daomé Acabá (r. 1680–16851708). Conta a lenda que Zomadonu, junto de Pelu, torroçu nascido de Agajá (r. 1708–1732) e Adomu, torroçu filho de Tebessú (r. 1732–1775) invadiram Abomei liderando um exército de torroçus matando indiscriminadamente os cidadãos que fugiram apavorados, ficando apenas um homem chamado Abadá Homedovó, que sofria de elefantíase. A vida do homem foi poupada, graças à amizade que ele tinha com Azacá, um torroçu da cidade de Savalu. 
Ele foi curado por Zomadonu, e ensinado por ele nos mistérios para se propiciar a boa vontade dos torroçus reais. Após isso, o exército dos temíveis pigmeus monstruosos abandona Abomei, entrando no rio. E com Abadá Homedov começa o culto dos torroçus reais de Abomei, com Zomadonu sendo o principal deles. 
Ele é considerado o guardião do bairro real de Abomei e seu humpame principal fica no bairro de Legó.
Na Diáspora, o nome de Zomadonu é conhecido tanto no vodu haitiano, como no Tambor de Mina de Nação Jeje, onde é o patrono do terreiro Casa das Minas, também chamado de Querebentã de Zomadonu (Kwerebentan to Zomadonu) em São Luís Maranhão. 
No culto dos voduns praticado no Maranhão, Zomadonu é chamado de Tói Zomadonu. Curiosamente, nesse estado ele não possui características de torroçu, ou seja, deformação física mas manteve a característica de ser o mais importante vodum do Reino do Daomé. No culto dos voduns praticado no Maranhão, Zomadonu ou Tói Zomadonu é considerado "nobre" e pertencente a família de Davice, também chamada de família real, que é chefiada por Nochê Naê, que seria a mãe ancestral e a rainha. Tói Zomadonu também é pai dos voduns Tói Jagorobossú, Tói Apoji e os gêmeos Tói Nagono Toçá e Tói Nagono Tocé. Tói Zomadonu é o primeiro vodum a ser homenageado nos toques de tambor da Casa das Minas.